# Yilou (peuple)
Pour les articles homonymes, voir Yilou.
Yilou (chinois traditionnel : 挹婁 ; pinyin : Yìló, hangeul : 읍루, russe : Илоу) est le nom d'un peuple ancien de la Mandchourie. Connus depuis l'époque des Zhou, probablement associés à la culture Situanshan, ils utilisaient les langues toungouses-mandchoues pour communiquer, et furent présent du IIIe et VIe siècles.
Dans certaines sources, leur nom était également écrit Sushen, en référence à un peuple antérieur traditionnellement considéré comme originaire de la même région. Bien qu'il soit courant de relier les Yilou aux premiers Sushen ou aux derniers Mohe (et donc aux Jürchens qui fondèrent la dynastie Jin et aux Mandchous qui fondèrent la dynastie Qing), ces liens restent flous et les groupes peuvent même provenir de régions différentes. Certains historiens pensent que les Chinois, ayant entendu dire que les Yilou payaient leur tribu en flèches, les ont simplement liés aux Sushen sur la base de documents anciens faisant état d'une pratique similaire. Les Yilou ont disparu des documents au VIe siècle. C'est là que les Mohe ont accédé au pouvoir.

## Récits chinois
Les Chroniques des Trois Royaumes rapportent que les Yilou étaient situés à plus de mille li au nord du royaume des Buyeo dans des forêts couvrant un terrain montagneux qui était autrefois le royaume du clan Sushen. Le texte rapporte que, bien que les Yilou fussent des sujets de Buyeo, ils ne parlaient pas la même langue que les habitants de Buyeo et Goryeo. L'auteur du texte ne connaissait pas l'étendue nord du territoire des Yilou, mais ils auraient eu accès à la mer, car ils naviguaient sur des bateaux pour piller d'autres royaumes. Le texte note que les Yilou étaient les barbares orientaux les plus indiscipliné, car ils étaient les seuls à ne pas utiliser de récipients sacrificiels pour se nourrir et boire.
Selon les Chroniques des Trois Royaumes, les Yilou avaient accès aux céréales, au bétail, aux chevaux et aux sacs, et produisaient du jade rouge et des peaux de zibeline de bonne qualité, pour lesquelles ils étaient bien connus. Les Yilou étaient des archers talentueux et avaient tendance à empoisonner la pointe de leurs flèches, de sorte que quiconque touchait avec leurs flèches mourait. Ils élevaient des porcs pour se nourrir et se vêtir, et s'enduisaient de graisse de porc en hiver pour se protéger du froid. Les colonies étaient centrées autour de porcheries et les maisons étaient généralement des maisons à fosse, celles des familles riches descendant jusqu'à neuf marches sous terre. Ils n’avaient apparemment pas de dirigeant unique ; au lieu de cela, chaque colonie avait son propre chef (chinois : 大人 ; pinyin : dàren).